# Anania ocellalis
Anania ocellalis is een vlinder van de familie van de grasmotten (Crambidae). De wetenschappelijke naam van deze soort is voor het eerst voorgesteld als Opsibotys ocellalis door William Warren in een publicatie uit 1892.

## Verspreiding
De soort komt voor in het Russische Verre Oosten en Japan.

## Ondersoorten
- Anania ocellalis ocellalis (Warren, 1892)
- Anania ocellalis apoialis (Munroe & Mutuura, 1969) (Hokkaido (Japan))